# Augustin Feyen-Perrin

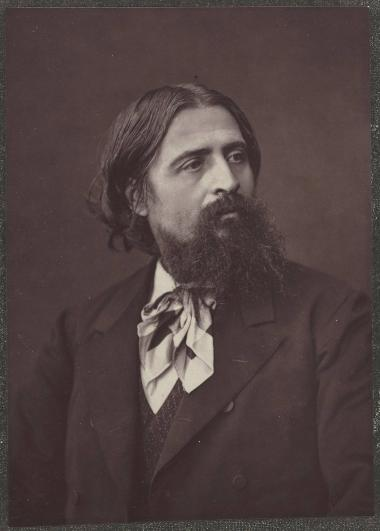
Augustin Feyen-Perrin

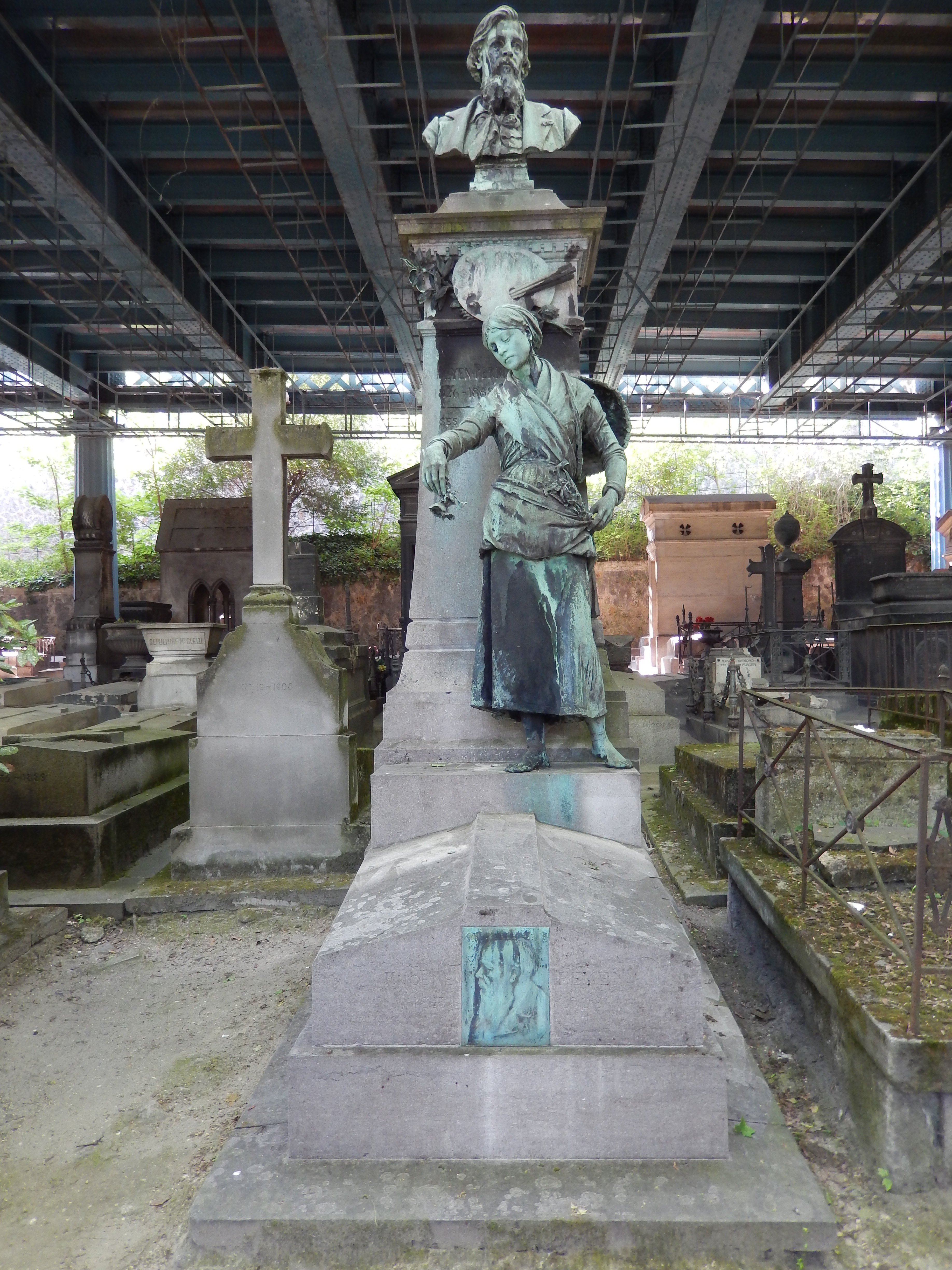
Grab auf dem Cimetière de Montmartre

François Nicolas Augustin Feyen-Perrin (* 12. April 1826 in Bey-sur-Seille, Département Meurthe-et-Moselle; † 14. Oktober 1888 in Paris) war ein französischer Maler.

## Leben und Wirken
Augustin Feyen-Perrin entstammte einer Beamtenfamilie, sein Großvater war Verwaltungsbeamter, sein Vater Steuereintreiber. Der Maler Jacques-Eugène Feyen (1815–1908) war sein älterer Bruder.
Seine künstlerische Ausbildung begann Feyen-Perrin auf einer Zeichenschule in Nancy; später ging er nach Paris. Zunächst lernte er im Atelier von Michel-Martin Drolling (1789–1851). Er bewarb sich erfolgreich an der École des Beaux-Arts und wurde Schüler der Maler Léon Cogniet, Paul Delaroche und Adolphe Yvon.
Am 14. Oktober 1888 starb Feyen-Perrin im Alter von 62 Jahren in Paris und fand seine letzte Ruhestätte auf dem Cimetière de Montmartre (Division 18). Der Bildhauer Ernest Guilbert (1848–1913) wurde beauftragt, den Grabstein zu gestalten. Anlässlich der Einweihung dieses Denkmals am 13. November 1892 hielt Henri Boucher eine Rede, die noch im selben Jahr veröffentlicht wurde.
Neben allegorisch-poetischen Darstellungen war es vor allem die Historien- und die Genremalerei die ihn interessierte.
Einen eigenen Stil fand Feyen-Perrin erst nachdem er mit Jules Breton die Küstenorte der Bretagne bereist hatte. Er begann das einfache Leben der Fischer darzustellen. Bekannt wurde Feyen-Perrin vor allem mit Genrebildnissen. Man nannte ihn „Peintre des Cancalaises“.

## Ehrungen
- 1878 Ritter der Ehrenlegion

## Werke (Auswahl)
- La barque de Caron (um 1857)
- Leçon d’anatomie du docteur Velpeau (um 1863)
- Die Düne (1865)
- Frauen der Insel Batz das Boot zur Überfahrt erwartend (1866)
- Mädchen von Cancale am Brunnen
- Die Rückkehr vom Markt (1873)
- Die Rückkehr vom Austernfang (1874, Musée du Luxembourg)
- Strickerinnen am Meeresufer (1879)
- Auffindung der Leiche Karls des Kühnen nach der Schlacht bei Nancy (1865, Museum zu Nancy)
- Tod des Orpheus (1878)

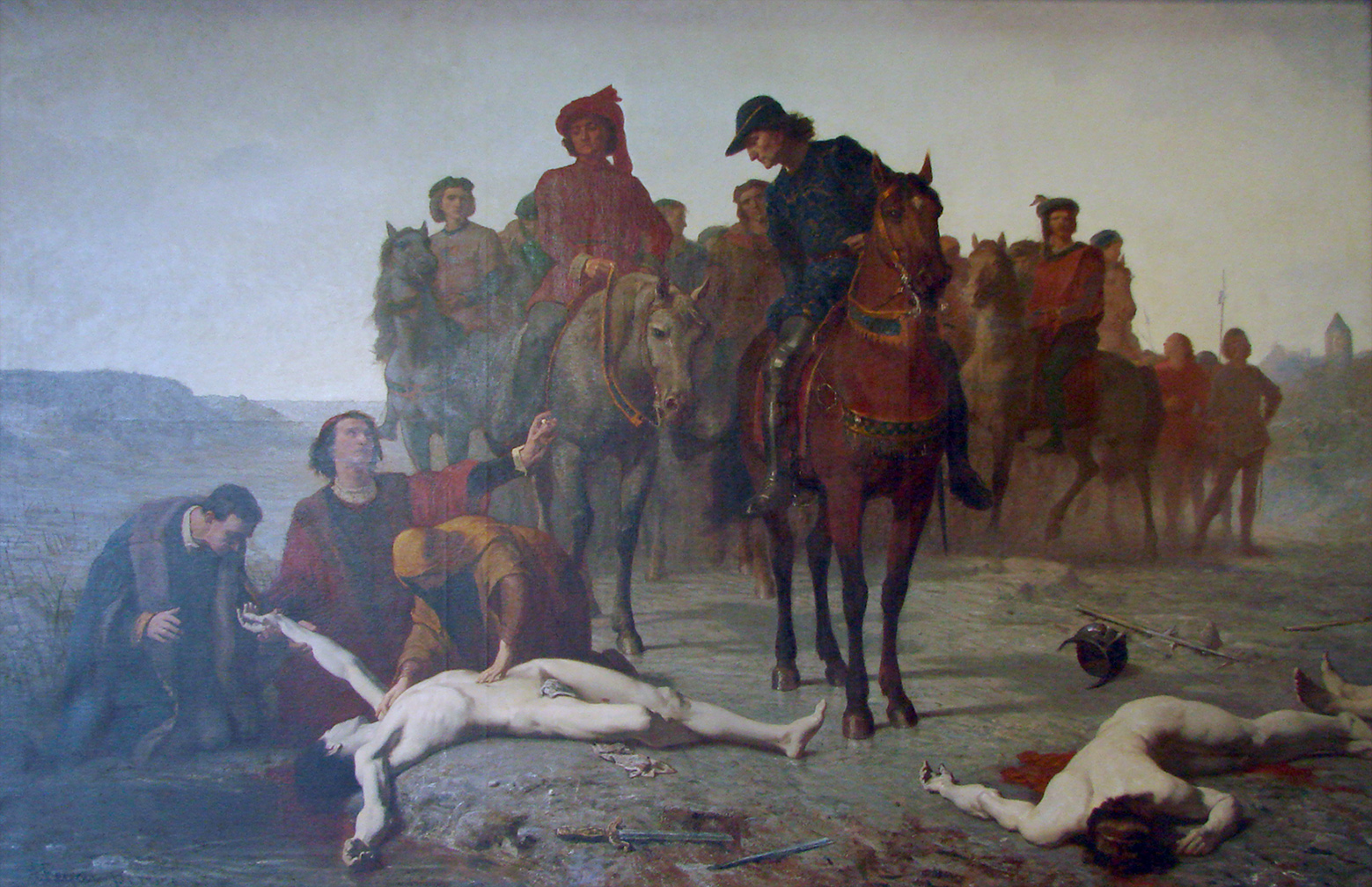
Auffindung der Leiche Karls des Kühnen nach der Schlacht bei Nancy
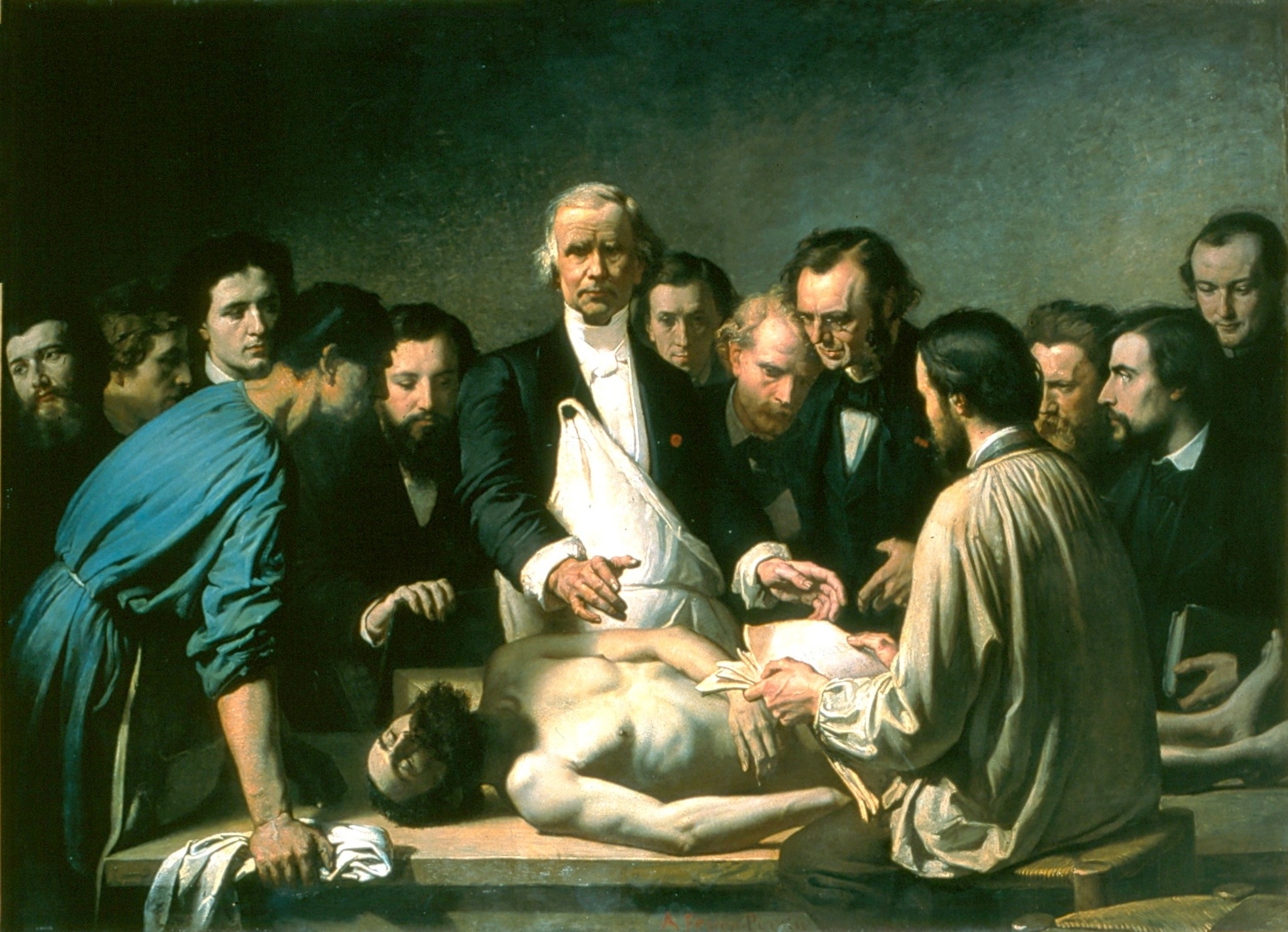
Leçon d’anatomie du docteur Velpeau
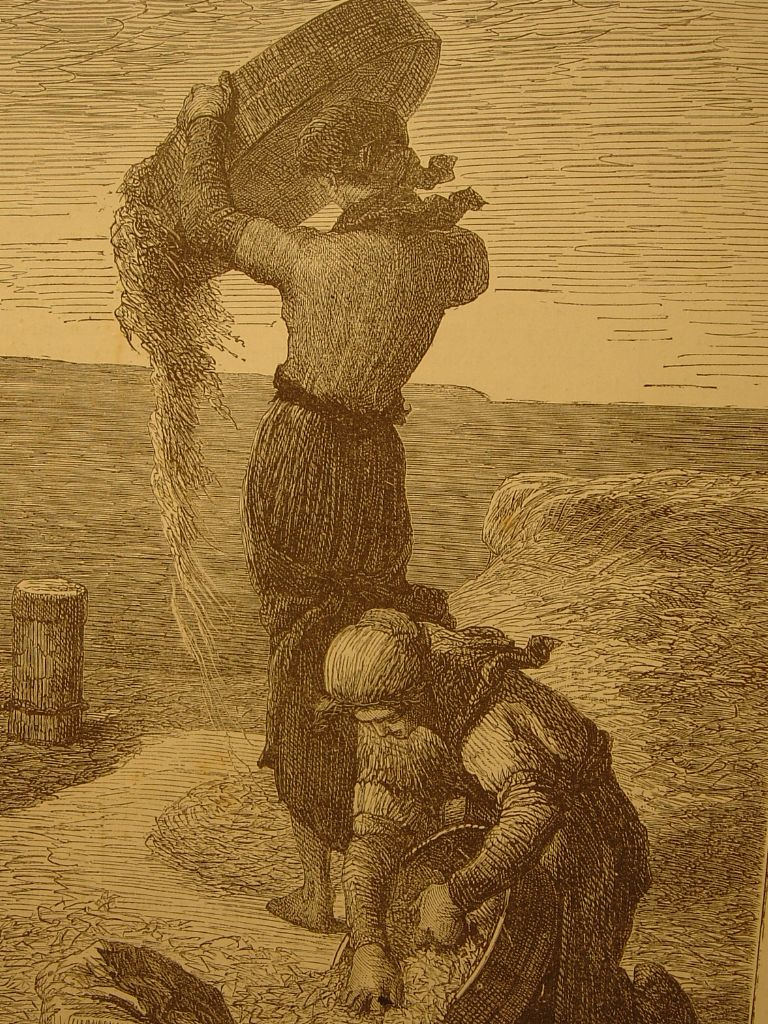
Die Korbflechterinnen
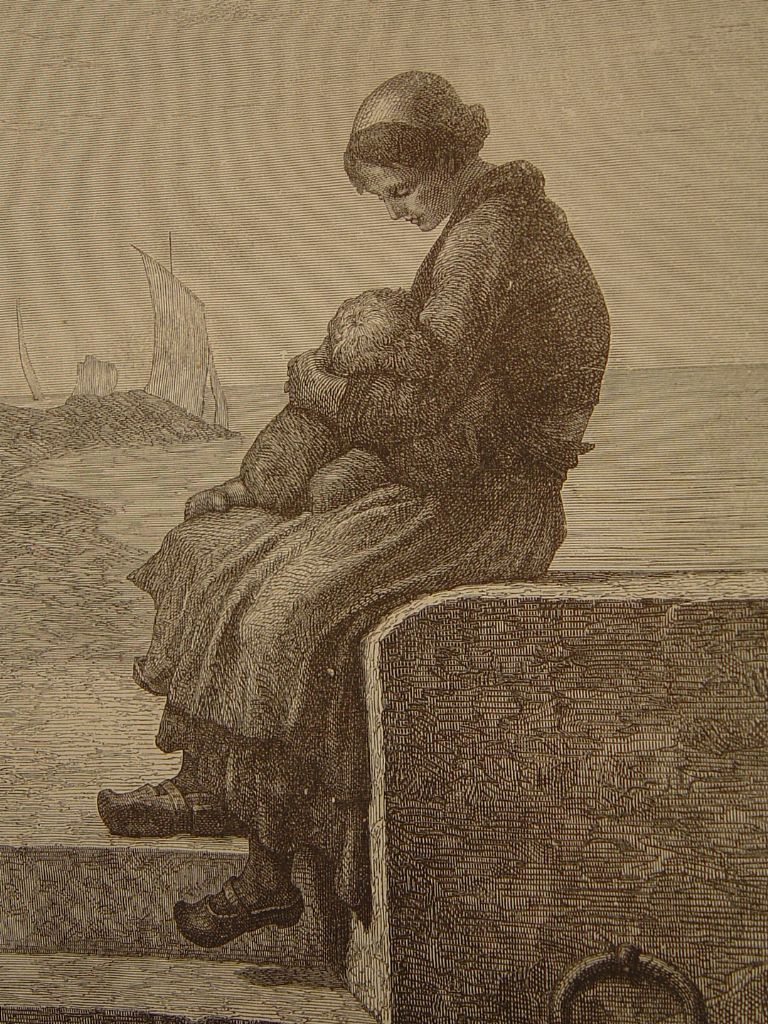
Die Frau des Fischers

## Schüler
| - Paul Antoine Charbonnel (1815–1908) - Armand Charnay (1844–1915) | - André-Charles Coppier (1866–1948) - Paul Sébillot (1843–1918) |